# Тавас
Тавас (тур. Tavas) — город в провинции Денизли Турции. Его население составляет 12,418 человек (2009). Высота над уровнем моря — 1029 м.